# Harlan Lane
Pour les articles homonymes, voir Lane.
Harlan Lawson Lane (19 août 1936 à Brooklyn et mort le 13 juillet 2019 à Roquefort-les-Pins en France) est un linguiste américain, professeur émérite de psychologie à l'Université Northeastern University à Boston, Massachusetts, aux États-Unis, et fondateur du The Center for Language, Speech, and Hearing. Ses recherches portent sur la parole, la culture sourde et la langue des signes.

## Histoire
Harlan étudie au collège au New York, il a obtenu un Baccalauréat universitaire ès sciences puis une Maîtrise universitaire ès sciences en psychologie de l'Université Columbia en 1958. Il a ensuite obtenu un doctorat en psychologie de Harvard et un deuxième Philosophiæ doctor en linguistique à la Sorbonne. À partir en 1970, harlan se concentre ses recherches sur la langue des signes, la culture sourde et l'identité sourde. 
En 1991, Harlan a reçu un prix de la Fondation MacArthur. Et en 1992, Harlan évoque l'audisme dans son livre the Mask of Benevolence: Disabling the Deaf Community (1992).
Harlan est devenu un porte-parole souvent controversé pour la communauté sourde et critique des implants cochléaires. Il reconnaît l'existence de la Communauté sourde et la langue des signes. Il souligne que la communauté sourde forme un groupe social et culturel minoritaire, et pas seulement un groupe de personnes handicapées (contrairement aux personnes à mobilité réduite).

## Distinctions et récompenses
- Commandeur de l'Ordre des Palmes académiques[7] en 2006[réf. souhaitée].
- Prix du Mérite international par la Fédération mondiale des sourds[8]
- Prix de service[Quoi ?] par l'Association nationale des sourds (États-Unis)
- Prix de George Veditz en juillet 2014[9]